# Cyclophora amataria
Cyclophora amataria là một loài bướm đêm trong họ Geometridae.